# Alcassaba de Màlaga

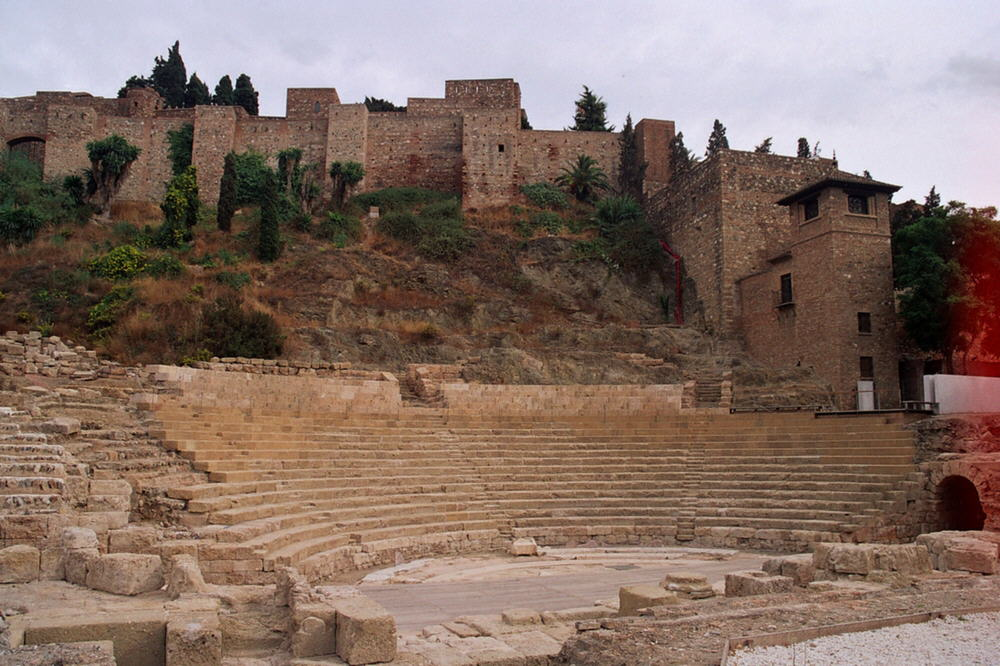
Alcassaba i teatre romà

L'alcassaba de Màlaga és una fortificació de l'època musulmana. Es troba a sobre del mont Gibralfaro, on es troba el castell del mateix nom al cim. Alcassaba i castell estan units per un corredor resguardat per dues muralles zigzaguejants anomenat La Coracha.
Ocupava l'extrem oriental del desaparegut recinte emmurallat de la ciutat, com totes les alcassabes musulmanes, de manera que els fronts de migdia, ponent i nord quedaven a intramurs.
L'alcassaba es troba junt al teatre romà de Màlaga, el parc de la ciutat i davant del port, que li dona posició estratègica singular i privilegiada.

## Estructura
L'alcassaba és una edificació nassarita construïda a sobre la roca i en què destaca l'harmoniosa conjunció de les necessitats defensives i la serena bellesa de les seues estances i jardins interiors; com a obra militar, és la més important conservada a la península Ibèrica d'època musulmana.
Per arribar a la part més elevada, on habitaren l'alcalde o cadi de la ciutat, era necessari travessar des de l'interior de la ciutat tres recintes concèntrics emmurallats i allargats i vuit portes fortificades, dues d'aquestes en racó, que donaven seguretat als seus habitants, tant als reis i governadors musulmans, que habitaren el palau nassarita, com als que vivien al raval d'intramurs. La presència de torres albarranes amb sageteres i muralles emmerletades també aporten importants elements defensius. Des dels balcons del palau, es pot contemplar una panoràmica excepcional de la ciutat.
Les torres i els murs han sigut reconstruïts, abans i després del pas de la ciutat a mans cristianes. En la seua construcció, s'empraren materials de transport i es reutilitzaren peces de l'annex teatre romà, com columnes i capitells.
Les construccions del segle xi es realitzaren de pedra calcària nummulítica, de pedreres pròximes a la mar, alternant carreus de cantell amb d'altres de front. Però aquesta pedra es descompon molt ràpidament amb la humitat, per la qual cosa s'hagueren d'efectuar prompte reparacions. A finals del segle xiii o primers del xiv, es reforçaren els murs i torres, afegint-hi murs de maçoneria a l'exterior.

### Zona d'ingrés al recinte superior
Tota la zona d'ingrés va patir modificacions després de ser conquerida la ciutat pels reis Catòlics. Un cop traspassada la porta principal i l'anomenada puerta de las Columnas, s'ha de pujar una rampa amb escalons, que acaba a l'arco del Cristo.
Aquest arc és un passadís en racó obert dins l'interior d'una torre, de la qual la part superior va ser reconstruïda. L'arc d'entrada, envoltat per un alfis de maons, descansa sobre pilastres i té clau de pedra, que va ser daurada, en la qual es tallà en buit una clau. Als brancals de l'arc interior queden restes de pedra nummulítica, de l'obra del segle xi. La porta fou reconstruïda a finals del segle xiii, com demostra la clau esculpida a la clau de l'arc d'entrada.
Davant la porta de sortida de l'arco del Cristo aparegueren restes de murs romans de formigó revestit d'estuc vermellenc i petites basses excavades de pissarra, destinades a la preparació del garum (pasta de peix que elaboraven els romans).
A l'esquerra, en una zona plana des de la qual es domina quasi tota la ciutat, s'instal·là després de la conquesta l'artilleria, per la qual cosa se la va anomenar plaza de Armas. Avui en dia, hi ha un jardí amb una bassa i una pèrgola. Seguida d'aquesta plaça hi ha la torre de la Vela, on s'instal·là una campana després de la conquesta de la ciutat.
L'ingrés a l'últim recinte es fa per la puerta de los Arcos i torre del Tinel. Una vegada traspassada la porta dels Arcs, es gira cap a l'esquerra per arribar a la plataforma superior. A les excavacions d'aquesta part tan sols es va trobar una masmorra, on tancaven durant la nit les captives cristianes que treballaven de dia.

### Elscuartos de Granada
A la part central del recinte superior es troben els cuartos de Granada, on vivien els reis i governadors. L'arquitectura aquí és senzilla, de tradició granadina, tractant d'aconseguir un escenari neutre on s'alternaven zones de llum i d'ombra. Als murs de les sales i habitacions, reconstruïdes, existeixen petits magatzems per a exhibir fragments de ceràmica musulmana trobats a les excavacions.
El palau estava organitzat a base de patis rectangulars i encreuaments al voltant. Hi ha tres patis subsistents que tingueren als costats pòrtics oberts per tres arcs, major el del centre, disposició típica dels patis islàmics andalusos. Del primer, el més petit, solament està reconstruït el pòrtic sud, amb tres arcs de ferradura, que descansen sobre dues columnes intermèdies de marbre. Aquest pòrtic pertany a la reconstrucció realitzada durant els segles xiii o XIV.
A l'occident del pòrtic, i en comunicació amb aquest, existeix un petit pavelló també reconstruït, obert als seus quatre fronts per arcs lobulats de guix entrecreuats.

### El barri de cases i la torre de l'Homenatge
A la part més oriental de l'últim recinte, es trobaren les ruïnes d'un barri de petites cases format per tres quadres entre carrers enllosats.
Un petit bany i dos habitatges molt petits conformaven la part sud-oest i altres dues petites també les de la part més oriental. De major grandària eren els tres habitatges trobats a la part sud. L'altura màxima dels murs que s'han conservat és d'un metre. Les portes estaven compostes per dues fulles de fusta. La distribució estava molt ben aprofitada: totes amb un petit pati quasi quadrat, amb dreceres i encreuaments al voltant, i al seu voltant es distribuïen les habitacions. Algunes de les cases conserven els primers escalons de les estretes escales que conduïen a la planta superior. El terra de les habitacions consistia en una capa de morter de cal tenyida de mangra, encara que algunes conserven llosetes de fang i peces de marbre aprofitades. A l'interior de les cases, es van trobar rajoles pintades de roig, amb inscripcions en cúfic i dibuixos geomètrics de llaç de vuit.
A la part septentrional del barri hi havia un bany, on l'aigua pujava per una sínia des d'un pou amb profunditat, al qual anomenaren airon, al recinte inferior.
El barri disposava també d'un sistema de canalitzacions per a l'allunyament de les aigües negres, i quasi tots els habitatges disposaven de latrines, fet que acredita l'alt nivell de civilització que existia.
Al final del barri, es troba la torre de l'homenatge de planta quasi quadrada, obra del segle xiv. Es va construir un habitatge a la seua part alta, amb sales i patis. De l'escala de pujada no en queden restes.

## Història
Badis ibn Habús, emir de Granada, ordenà construir l'alcassaba entre els anys 1057 i 1063, utilitzant per al seu embelliment els marbres i estàtues del teatre romà adjacent.
Els almoràvits hi irromperen el 1092 i els almohades el 1153. Posteriorment, el 1279, és rendida la ciutat a Muhàmmad II al-Faqih i passa a formar part del Regne nassarita.
L'alcassaba participà en la conquesta de Màlaga per Ferran el Catòlic, que després de vèncer i conquerir el Zagal a Vélez, assetjà i conquerí Màlaga. El 19 d'agost del 1487 entraren a la ciutat els reis Catòlics, que van tomar possessió de la ciutat, rendida per fam després del llarg setge. Van alçar la creu i el penó de Castella en la torre de l'Homenatge. El rei Ferran donà a Màlaga la imatge de la Verge de la Victòria, d'origen alemany, donada per l'emperador Maximilià I al monarca, que des de llavors és la patrona de la ciutat.
Posteriorment, tot el recinte va viure un procés d'abandonament i saqueig. Els murs exteriors foren utilitzats per a la creació de les cases del barri de la Coracha. No fou fins a les primeres dècades del segle xx quan es comença a rehabilitar l'edifici.